# 内外情勢の回顧と展望
内外情勢の回顧と展望（ないがいじょうせいのかいことてんぼう）は、法務省の外局である公安調査庁が毎年12月に発表している国内外の治安情勢をまとめた報告書である。

## 概要
日本が抱える治安・安全保障上の問題について、国民に警鐘を鳴らすという目的を持った内容となっている。また、公安調査庁の活動については、その性質上、詳細が明らかにされることはないが、報告対象となっている事象から、その活動範囲を伺うことができる。
平成25年12月に公表された「内外情勢の回顧と展望」では、国外情勢としては、北朝鮮、中国、ロシア、国際テロ、対日有害活動などが取り上げられており、国内情勢としては、日本共産党、オウム真理教や過激派などが取り上げられている。
また、公安調査庁は、2年に一度、「国際テロリズム要覧」と呼ばれる資料を発表している。「回顧と展望」「国際テロリズム要覧」共に書店での販売はされていないが、「回顧と展望」については、公安調査庁ウェブサイトから入手できる。
似たような名称の報告書に、外務省が公表している「国際情勢の回顧と展望」や警察庁警備局の「治安の回顧と展望」がある。